# Avenue de Slovénie
L’avenue de Slovénie (slovène, Slovenska cesta) est la principale artère de Ljubljana, la capitale de la Slovénie.

## Situation
L'avenue de Slovénie est orientée sud-nord, sur la rive gauche de la Ljubljanica.

## Histoire
L'avenue de Slovénie reprend un tracé très ancien, qui remonte à la ville romaine d'Emona : le cardo maximus et la route qui, dans son prolongement, sortait de la ville par le nord, en direction de Celeia, Poetovio et des régions danubiennes.
Après la Seconde Guerre mondiale, cet axe s'est appelé avenue Tito (Titova cesta). En 1991, après l'indépendance du pays, l'avenue Tito a été divisée en deux : la partie située au cœur de la ville a pris le nom d'avenue de Slovénie tandis que son prolongement au nord est devenu l'avenue de Vienne (Dunajska cesta).

## Description
L'avenue est bordée de grands magasins, boutiques à la mode, banques et sièges d'entreprises, hôtels, restaurants et cafés. La poste centrale, la Banque de Slovénie, la Bourse de Ljubljana et le ministère de l'Intérieur sont situés sur cette avenue.
Au milieu des années 2010, l'avenue a été complètement réaménagée et modernisée. La circulation automobile a été supprimée (en dehors des transports publics), au bénéfice des piétons et des cyclistes. Le pavement et le mobilier urbain ont été conçus pour l'agrément des promeneurs.
La plupart des lignes de bus de la ville passent par cette avenue, qui est par conséquent le principal lieu de correspondance des transports urbains.

### Bâtiments remarquables
Au niveau de la place du Congrès
- Église de la Trinité (it), église baroque du XVIIIe siècle, dépendant alors du couvent des Ursulines.
- Bâtiment du Casino, qui abrite aujourd'hui les Archives de Slovénie et l'institut d'histoire moderne.

Au nord de la place du Congrès, sur le côté ouest
- Nebotičnik, immeuble de grande hauteur (13 étages, 70,35 m), construit en 1933 ; il a été pendant longtemps le bâtiment le plus haut de la Yougoslavie.